# Melanodes anthracitaria
Melanodes anthracitaria là một loài bướm đêm trong họ Geometridae.

## Hình ảnh

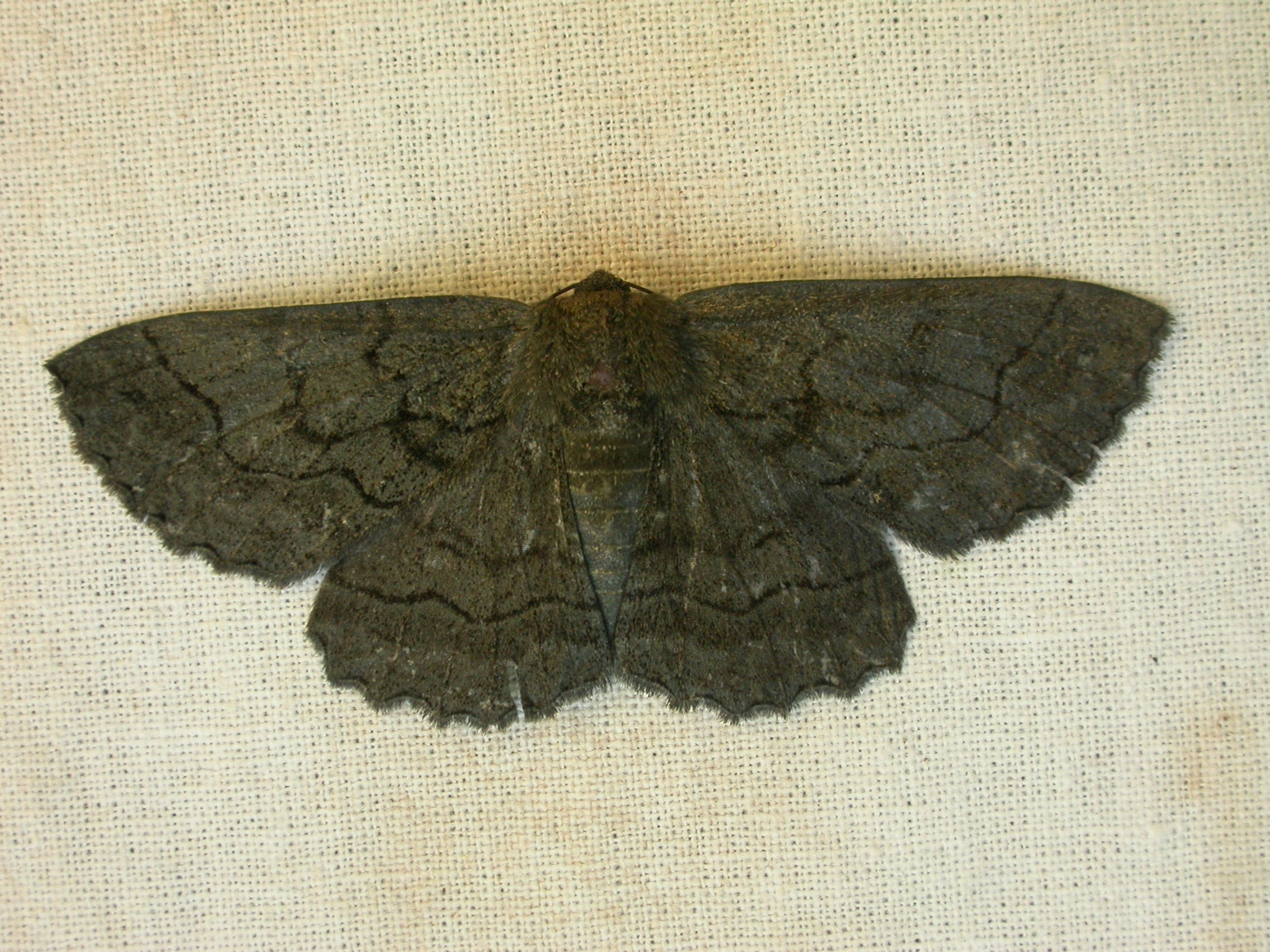
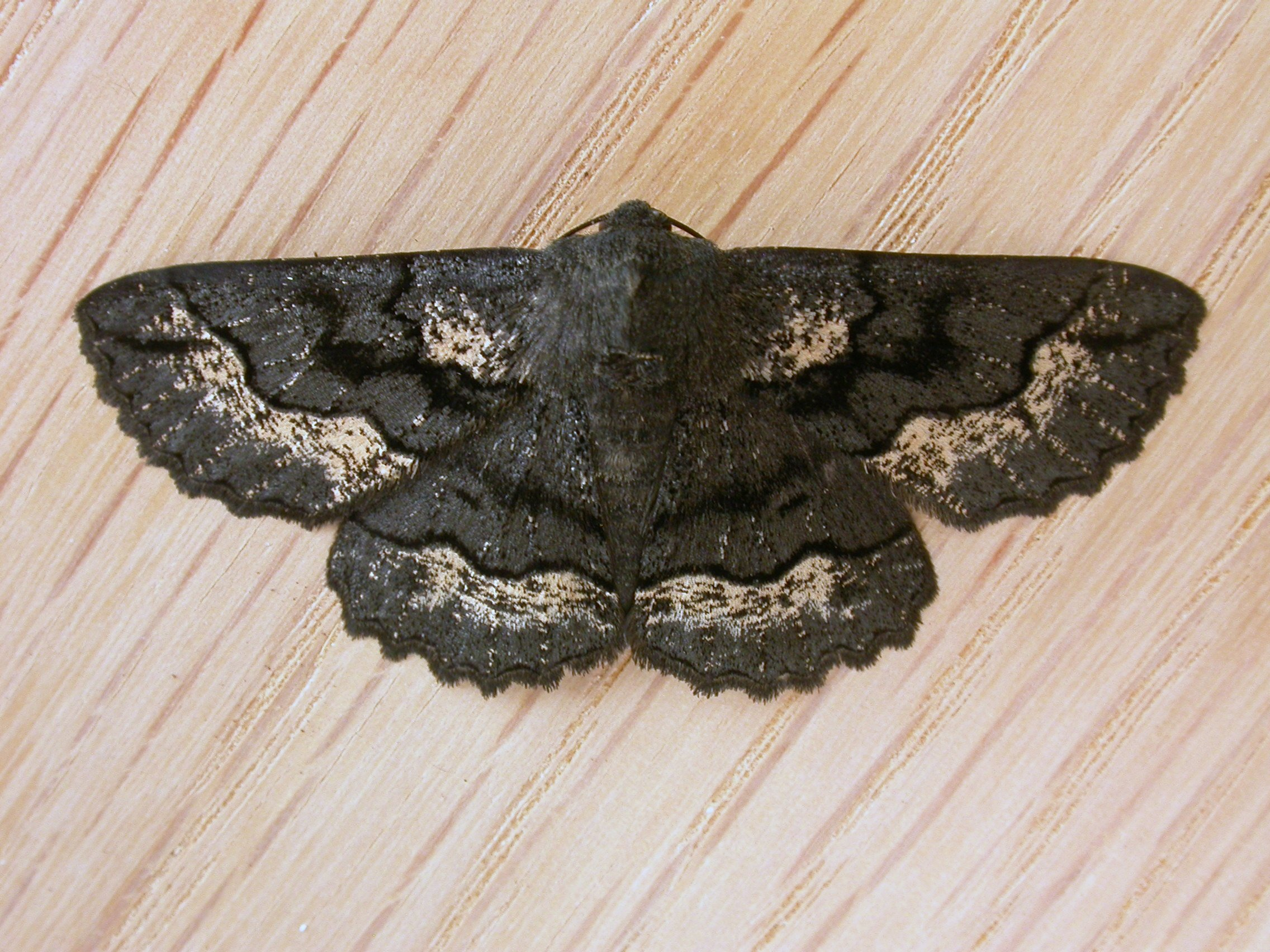